# Jurij B. Kolesnik
Jurij B. Kolesnik (ryska: Юрий Б Колесник) är en sovjetisk/rysk astronom, uppmärksammad för sina arbeten med planetrörelser och celest mekanik. Han var tidigare verksam vid  Rysslands Vetenskapsakademi, RAN:s  Institut för Astronomi (ИНАСАН) i Moskva.

## Akademisk verksamhet
Kolesnik har en PhD i fysik och matematik från Lomonosov Moskvauniversitetet, MGU. Under sin tid vid RAN:s astronomiinstitut publicerade han ett 30-tal vetenskapliga artiklar i konferensrapporter och referentgranskade facktidskrifter.  Han var en av elva medverkande som tog fram en ny astrometrisk katalog 1995. 
Kolesniks huvudsakliga intresse kom att kretsa kring efemerider och långperiodiska, så kallade sekulära variationers i solsystemet inverkan på bandata. Äldre observationer visade sig snart stämma illa med dagens mätningar. Hans forskargrupp samlade under några år in och systematiserade tusentals okulära observationer av planeternas positioner som jämförelse. Allt detta material sammanställdes i en rapport om planetbanornas sekulära variationer (2004), där även den forskare fick medverka, som föreföll ha presterat en rimlig teoretisk förklaring till de observerade avvikelserna.

## Folkbildning
På 1990-talet  började  Kolesnik dryga ut sin försörjning med tillfälliga översättningsarbeten och skaffade sig en akademisk översättarlicens. Från 2005 övergick han till att kombinera översättning med frilansande vetenskapsjournalistik på heltid.